# Sargé-lès-le-Mans

Sargé-lès-le-Mans este o comună în departamentul Sarthe, Franța. În 2009 avea o populație de 3,573 de locuitori.